# Лефевр, Раймон (композитор)
Раймо́н Лефе́вр (фр. Raymond Lefèvre; 20 ноября 1929 — 27 июня 2008) — французский композитор, аранжировщик и дирижёр. Писал лёгкую инструментальную музыку, автор саундтреков для фильмов, выступал аккомпаниатором на записях ряда певцов Франции.

## Биография
Раймон Лефевр родился 20 ноября 1929 года в городе Кале. С ранних лет учился игре на флейте. Выпускник Парижской консерватории.
Карьеру музыканта начал ещё в студенческие годы, играя на фортепиано в ночных клубах Парижа. В начале 50-х гг. выступал в оркестре Франка Пурселя.
В 1956 г. заключил контракт с французским лейблом «Barclay Records», начав тем самым сольную карьеру. Его коллегами по «цеху» лёгкой инструментальной музыки в разные годы были Поль Мориа, Франк Пурсель и Франсис Лей.
В конце 50-х — 60-х гг. Р. Лефевр со своим оркестром аккомпанировал различным певцам, прежде всего Далиде. Параллельно с этим Р. Лефевр регулярно приглашался на французское телевидение для участия в программах «Musicorama» и «Palmare`s des Chansons».
Особую известность Р. Лефевр приобрёл как автор саундтреков для кинофильмов. Первая кинолента, где звучала его музыка — «Ограбление по-женски» Гийома Радо — вышла на экраны в 1957 г. Но главным направлением его творчества на протяжении многих лет стало создание музыкальных тем к циклу комедий о приключениях французских жандармов с участием Луи де Фюнеса в главной роли. Съёмки проходили с 1964 по 1982 гг., в итоге Лефевр установил своеобразный рекорд по продолжительности работы над одним кинопроектом, создав в общей сложности саундтреки к шести фильмам. 
Помимо этого, в 1980 г. Р. Лефевр снялся в фильме «Simone Barbès ou la vertu», сыграв роль кинолюбителя.
В 1995 г. Раймон Лефевр в качестве флейтиста участвовал в создании альбома-реквиема «Квартет для Кобе» в память жертв крупного землетрясения в этом японском городе; другими участниками проекта стали Поль Мориа (фортепиано), Франк Пурсель (скрипка) и Франсис Лей (аккордеон).
Раймон Лефевр умер 27 июня 2008 года в городе Сен-Пор.

## Фильмография
- 1957 — «Ограбление по-женски» / Fric-frac en dentelles
- 1958 — «Инкогнито» / Incognito
- 1963 — «Девственницы» / Les vierges
- 1964 — «Жандарм из Сен-Тропе» / Le gendarme de Saint-Tropez
- 1964 — «Гориллы» / Les gorilles
- 1965 — «Щелчок и шлепки» / Déclic et des claques
- 1965 — «Жандарм в Нью-Йорке» / Le gendarme à New York
- 1966 — «Приключения в загородном доме» / Monsieur le président-directeur general
- 1967 — «Большие каникулы» / Les grandes vacances
- 1968 — «Весёлый полковник» / Un drôle de colonel
- 1968 — «Жандарм женится» / Le gendarme se marie
- 1969 — «Дом в деревне» / La maison de campagne
- 1970 — «Жандарм на прогулке» / Le gendarme en balade
- 1971 — «Джо» / Jo
- 1974 — «Водительские права» / Le permis de conduire
- 1974 — «У стен тоже бывают уши» / Les murs ont des Oreilles
- 1975 — «Упрямец» / L’intrépide
- 1978 — «Жандарм и инопланетяне» / Le gendarme et les extra-terrestres
- 1981 — «Суп с капустой» / La soupe aux choux
- 1982 — «Жандарм и жандарметки» / Le gendarme et les gendarmettes
- 1983 — «Бал» / Le Bal[источник не указан 3407 дней]